# Zboiska (Mazovie)
Pour les articles homonymes, voir Zboiska.
Zboiska (prononciation : [ˈzbɔi̯ska]) est un village polonais de la gmina de Radziejowice dans le powiat de Żyrardów de la voïvodie de Mazovie dans le centre-est de la Pologne.
Il se situe à environ 3 kilomètres au sud-est de Radziejowice (siège de la gmina), 13 kilomètres au sud-est de Żyrardów (siège du powiat) et à 39 kilomètres au sud-ouest de Varsovie (capitale de la Pologne).

## Histoire
De 1975 à 1998, le village appartenait administrativement à la voïvodie de Skierniewice.